# Tallián család

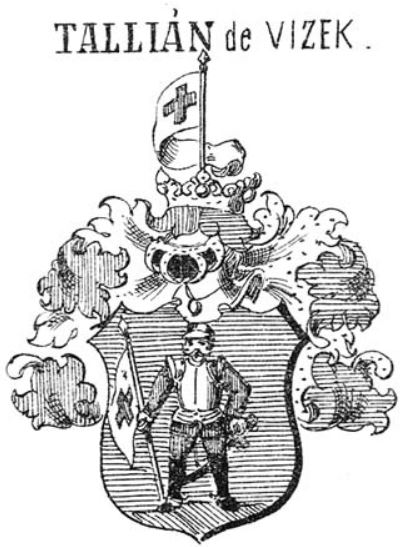
A vizeki Tallián család címere (a Siebmacher féle könyvből)

A báró és nemes vizeki Tallián család egy tehetős és tekintélyes dunántúli nemesi származású család. Az egyik tagja vizeki és bélaházi Tallián Béla, országgyűlési képviselő, 1911. december 13.-án magyar bárói címet illetve a "bélaházi" nemesi előnevet szerezte adományban az uralkodótól.

## A család története
A család eredetileg Somogy vármegyei származású; a nemesi előnevét, viszont a Sopron vármegyei Vizek után vették fel. A nemesi család régi oklevelei elpusztulása után, az akkori képviselője, Tallián János és gyermekei Miklós, Gergely, György, Marossy Mihályné Ilona, és János atyjának fivére és gyermekei Pál, Vitus János és sógoruk Mylosits gyermekei, 1610 január 1.-én II. Mátyás magyar királytól új címeres nemeslevelet szereztek a "vizeki" előnévvel. A nemesi levél szerző gyermekei közül Tallián Gergely és Tallián György vitték tovább a családot. Másrészt, Gergely és Ádám külön ágakat alapítottak meg.

### Gergely ága
Vizeki Tallián Gergely, vizeki Tallián Gergely, soproni harmincados és első felesége, Thury Katalin fia volt.

### Ádám ága

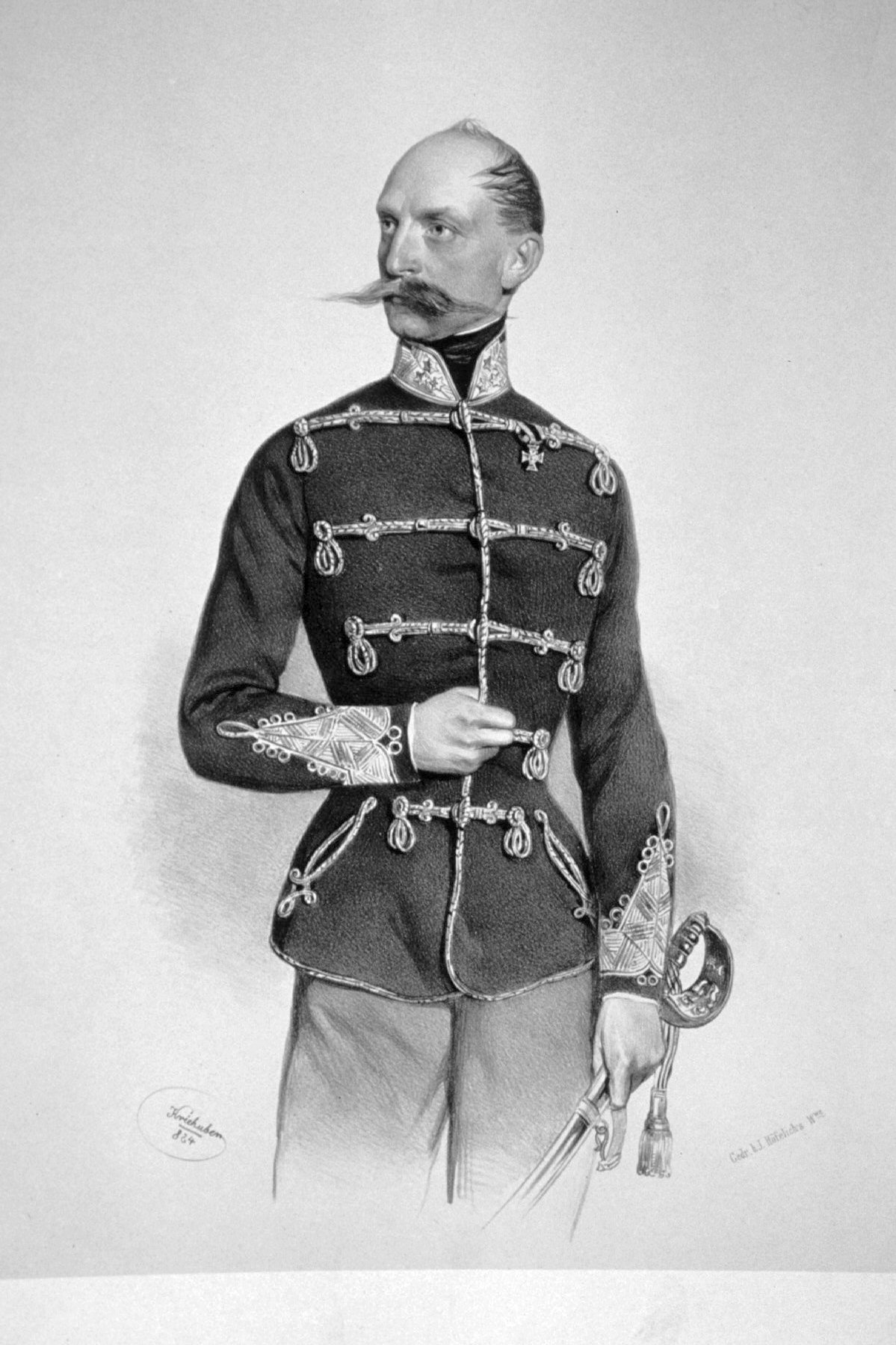
vizeki Tallián Ignác (1806–1897), az 5. huszárezred ezredese

Vizeki Tallián Gergely (fl. 1662–1678), soproni harmincados és második felesége, osztopáni Perneszy Anna Julianna (fl. 1657–1715) frigyéből származott a fia Tallián Ádám, földbirtokos, aki Vas vármegye alispánja volt 1718 és 1730 között. Tallián Ádámnak az anyai nagyanyja a nagy múltra visszatekintő osztopáni Perneszy család sarja volt, osztopáni Perneszy István (fl. 1647–†1663), zalalövői vár főkapitánya, földbirtokos és nyéki Rauch Zsuzsanna (fl. 1657) lánya volt. Tallián Gergely, majd fia Tallián Ádám révén tudatos birtokszerzési politikát folytatott. Könnyen megszemlélhető ez a törekvés részükről, amikor már 1669-ben, Tallián Gergelyné Perneszy Anna nagybátyjának, Perneszy Jánosnak, az ádándi birtokrészeiből vásárolt. Többek között ezért a következetlen, a birtokaikat elherdáló birtokpolitikájuk miatt is jutottak János leszármazói a nincstelen (nemtelenek!) közé. Tallián Ádám, nagy karriert futott be: 1717 és 1719 között Zala vármegye alispánja, majd a királyi tanácsosi címet szerezte meg. Jó házasságot kötött, eörményesi Fiáth Borbála úrleányt vette el, akinek a szülei eörményesi Fiáth János (1653-1727) királyi helytartósági tanácsos, Győr vármegye alispánja és abai Fördős Katalin voltak. Tallián Ádám és Fiáth Borbála frigyéből négy fiú- és négy leánygyermek született. Köztük: vizeki Tallián János (c. 1712 - † 1775) Vas vármegye alispánja, királyi tanácsos, aki szentgyörgyi Horváth Terézia Jozefa (1734-1757) kisasszonyt vette el; vizeki Tallián Ignác ezredes, tábornok; vizeki Tallián Gábor; és vizeki Tallián József (1701–1762), földbirtokos, akinek a felesége báró szentgyörgyvölgyi Bakács Terézia (1706–1746) volt, valamint Tallián Róza, szentkirályszabadjai Márffy József neje.
Tallián János vasi alispán és szentgyörgyi Horváth Terézia fia, vizeki Tallián Antal (1751-1820) császár és királyi kamarás, királyi tanácsos, táblabíró, aranysarkantyús vitéz volt. 1778. szeptember 8.-án Dunaszekcsőn feleségül vette dunaszekcsői Bésán Júlianna (1760-1819) úrleányt. Házasságukból két fiú és négy leány gyermek született. A legsikeresebb fia, vizeki Tallián Boldizsár (1781-1834) császári és királyi kamarás, Somogy vármegye alispánja volt. Tallián Boldizsár felesége, zalabéri Horváth Ida (1798-1875) úrnő, zalabéri Horváth Imre (1771-1820), császári és királyi kamarás, huszár főhadnagy és dévai báró Dévay Mária (1774-1830) lánya volt. Tallián Boldizsár és zalabéri Horváth Ida frigyéből született: vizeki Tallián Lajos (1817-1894), királyi kamarás; vizeki Tallián Mária Anna Rozália (1823-1890), akinek a férje, gróf pribérdi és vuchini Jankovich László (1816-1895), főrendiház tagja, Somogy vármegye főispánja volt; és vizeki Tallián Matild (1821-1888), akinek a férje, pribérdi, vuchini és dunaszekcsői Jankovich-Bésán József (1825-1914), öreglaki nagybirtokos lett. Tallián Matild férje, pribéri és vuchini Jankovich Józsefként született; 1887. december 22.-én Ferenc József magyar király megengedte felvenni a neje apai nagyanyjának a vezetéknevét, azaz "Bésán"-t a sajátja mögé, valamint a "dunaszekcsői" nemesi előnevet adományozta neki.
Vizeki Tallián Ádám alispán és eörményesi Fiáth Borbála másik fia, vizeki Tallián Ignác, huszárezredes, a Dessewffy-ezred parancsnoka, tábornok
volt. Tallián Ignác 1734. május 6-án Zalabéren feleségül vette zalabéri Horváth Teréz (1719-1773) kisasszonyt, akinek a szülei zalabéri Horváth Ferenc, földbirtokos és fajzi Ányos Krisztina voltak. Tallián Ignác és zalabéri Horváth Terézia frigyéből több gyermek született: ifjabb vizeki Tallián Ignác (1745-1822) táblabíró, földbirtokos, aki Pápán 1776. július 5-én feleségül vette nádasi Tersztyánszky Zsófia (1758-1796) kisasszonyt, akinek a szülei Tersztyánszky József, földbirtokos és Baranyay Anna voltak. Ifjabb Tallián Ignác és Tersztyánszky Zsófia egyik gyermeke vizeki Tallián József (1779-1862), Somogy vármegyei táblabíró, földbirtokos. Tallián József és Stróbel Karolina frigyéből született: Tallián Gábor (1804–1878), földbirtokos, báró Tallián János (1803–1898), szeptemvir, Tallián Ignác (1806–1897), az 5. huszárezred ezredese, Hochreiter Ambrusné Tallián Etelka (1813–1906), Tallián Lázár (1811–1896) veszprémi kanonok, Tallián Ede (1815–1899), zágrábi kanonok, csázmai prépost, vukovári Sixty Ferencné Tallián Emília (1819–1863) és Tallián Andor (1817–1873), 1848-as honvéd ezredes.
Tallián József és Stróbel Karolina (1781–1835) fia, vizeki Tallián Andor (1817-1873), földbirtokos, aki házasságot kötött törökkanizsai Schulpe Vilma (1825-1899) úrleánnyal. Gyermekük vizeki báró Tallián Béla (1851-1921), politikus, valódi belső titkos tanácsos, Torontál vármegye alispánja, Somogy, Békés és Csongrád vármegyék főispánja, képviselőházi alelnök, mamgyar királyi földművelésügyi miniszter, a Magyar Királyi Szent István-rend vitéze volt. Tallián Béla 1911. december 13.-án Ferenc József magyar királytól bárói címet szerzett. Báró Tallián Béla fivére, vizeki Tallián Emil (1859-1911) Torontál vármegye főszolgabírája, világutazó, északsarki utazó volt.
Ifjabb Tallián Ignác (1745–1822) táblabíró, földbirtokos és Tersztyánszky Zsófia (1758-1796) házasságából származott vizeki Tallián István (1784-1850), földbirtokos, akinek az első felesége csébi Pogány Zsófia kisasszonyt Beregszászon 1808. január 22-én vette el. Tallián István és Pogány Zsófia gyermeke vizeki Tallián Pál (1811-1898), somogyi főszolgabiró, földbirtokos, aki Zalacsányban 1840. február 22-én vette feleségül névedi Botka Hermina (1821-1909) kisasszonyt, akinek a szülei névedi Botka János és nedeczei Nedeczky Franciska voltak. Botka Jánosné Nedeczky Franciska szülei nedeczei Nedeczky Ferenc (1769–1835), Zala vármegyei táblabíró, megyei másodaljegyző, árvaszéki elnök, földbirtokos, és lomniczai Skerlecz Mária (1777–1828) voltak. Tallián Pál (1811-1898), somogyi főszolgabiró, földbirtokos, és névedi Botka Hermina (1821-1909) házasságából több gyermek született: vizeki Tallián Ilona (1840-1925), akinek a férje besenyői és velikei Skublics Zsigmond (1824-1911), zalai főadószedő, földbirtokos; Tallián Ödön (1843-1876); Tallián Gizella (1841-1936), akinek a férje nagymányai Koller János (1843-1916), földbirtokos; és Tallián Andor (1852-1935), somogyi főszolgabíró, gazdasági főtanácsos, földbirtokos. Tallián Andor gazdasági főtanácsos két ízben házasodott meg, azonban nem származott gyermeke egyik házasságból sem: az első neje bocsári Svastics Gabriella (1868–1894), a második hitvese nemes Závody Irma (1864–1920) volt. Tallián Andorral kihalt fiúágon az ő ága a vizeki Tallián családnak.
Tallián József (1701–1762), földbirtokos, és szentgyörgyvölgyi báró Bakács Terézia (1706–1746) frigyéből származott: Tallián László (1729–1774), földbirtokos, akinek a hitvese nagyatádi Czindery Mária asszony; Tallián Ádám, (1731–1803), akinek a felesége adászteveli Tevely Terézia; muraszombati Zobothin Lászlóné Tallián Borbála (1737–1792); valamint Tallián Magdolna (1742–1796), akinek a férje a Rosty család sarja, barkóczi Rosty László (1732–1781), földbirtokos volt.

## A család címere
Címer: "kékben, zöld halmon, vörös ruhás mellvértes, sisakos vitéz, jobbjában vörös keresztes fehér zászlót tartva." Sisakdísz: "vörös keresztes fehér zászló." Takarók: "vörösezüst-kékarany."

## A család kiemelkedőbb tagjai
- vizeki Tallián Lajos (1684-1730) perjel, Ágoston-rendi szerzetes és tanár, földbirtokos.
- vizeki Tallián János (c. 1712 - † 1775) Vas vármegye alispánja, királyi tanácsos, földbirtokos.
- vizeki Tallián Antal (1751-1820) császár és királyi kamarás, királyi tanácsos, táblabíró, aranysarkantyús vitéz, földbirtokos.
- vizeki Tallián Boldizsár (1781-1834) császári és királyi kamarás, Somogy vármegye alispánja, földbirtokos.
- vizeki és bélaházi báró Tallián Béla (1851-1923), országgyűlési képviselő, földművelésügyi miniszter, földbirtokos.
- vizeki Tallián Emil (1859-1911) Torontál vármegye főszolgabírája, világutazó, északsarki utazó, földbirtokos.
- vizeki és bélaházi báró Tallián Jenő (1894–1926), tartalékos huszárhadnagy, földbirtokos.
- vizeki és bélaházi báró Tallián Tibor (1946–) Széchenyi- és Erkel Ferenc-díjas zenetörténész, a Magyar Tudományos Akadémia rendes tagja, a Magyar Tudományos Akadémia Bölcsészettudományi Kutatóközpontja Zenetudományi Intézete és a Liszt Ferenc Zeneművészeti Egyetem professor emeritusa.